# Национална астрономическа обсерватория - Рожен
Вижте пояснителната страница за други значения на Рожен.
Националната астрономическа обсерватория – Рожен (абревиатура: НАО – Рожен) е най-голямата астрономическа обсерватория в Югоизточна Европа и на Балканския полуостров.

## История и описание
Националната астрономическа обсерватория Рожен е открита официално на 13 март 1981 г., но редовната наблюдателна дейност по научни програми стартира от септември 1979 г. Тя е най-голямата еднократна инвестиция на България в научна инфраструктура (над 12 млн. лв.) и все още е най-голямата астрономическа обсерватория на Балканите и въобще в този район на Югоизточна Европа. Намира се в Родопите, изградена е на връх „Св. Дух“, над местността Рожен, близо до Чепеларе. Стопанисва се от Института по астрономия на Българската академия на науките.
Тя е оборудвана с 6 телескопа: универсален 2 метров Ричи Кретиен Куде (Ritchey-Chretien-Coude, RCC или РКК) рефлектор на Carl Zeiss Jena, 50/70 cm Шмидт (Schmidt), 60 cm Касегрен (Cassegrain), построен със собствени сили 15 cm слънчев коронограф, 30 cm MEADE, 18 cm менисков-Касегрен (Meniscas Cassegrain). НАО „Рожен“ осигурява наблюдения по широк клас астрономически и астрофизически задачи – от динамика и физика на тела от Слънчевата система, до извънгалактични изследвания: астероиди и комети, спектри на звезди от различни класове и видове променливост, звездни купове, близки и далечни галактики, квазари. Код на обсерваторията: 071.

## Проекти
- Национална астрономическа обсерватория Рожен, Център за върхови постижения в астрономията, 2009 – 2010 г.
- Създаване на мрежа от малки, дистационно управляеми и роботизирани телескопи в България „SMARTNET“ 2009 – 2011 г.
- Регионален астрономически център за изследвания и образование (RACIO)
- Българска радиоастрономическа станция на пан-европейския радио телескоп LOFAR (LOFAR-BG)[1]

## Научни резултати
На 10 юли 2010 г. е открита първата за обсерваторията извън-слънчева планета WASP-3c.

### AE Aquarii
Група от астрономи (Георги Латев, ...) провежда синхронизирани фотометрични наблюдения на катаклизмичната двойна звезда AE Aqr, в които са ангажирани всички телескопи на ИА с НАО, водени от флагмана на българската астрономия 2m RCC телескоп на Националната астрономическа обсерватория - Рожен. Освен 2 m телескоп участват 50/70 cm Шмид телескоп, 60 cm телескоп на НАО Рожен и 60 cm телескоп на АО Белоградчик. Наблюденията са проведени в 5 цвята на стандартната фотометрична система UBVRI и дават възможност за едновременно определяне на променливостта в ултравиолетовата, видимата и в близката инфрачервена област, което е ключово за определяне на физическите параметри на източниците на променливост (фликеринг, осцилации тип джудже-нова, квази-перодични вариации, изхвърляне на блобове, избухвания и др.).

### GK Persei
Екип от български астрономи успява да проследи развитието на очакваното избухване на променливата звезда GK от съзвездие Персей. На 19, 20, 23 и 24 март 2013 г. екип от Института по астрономия с Национална астрономическа обсерватория към БАН провежда начални наблюдения с цел потвърждаване на старта на избухването и получаване на допълнителни данни за променливата звезда GK Persei. Наблюденията са организирани от Георги Латев и Светлана Боева. Анализът на наблюденията показа, че звездата действително е повишила 2,3 пъти блясъка си и се намира в т. нар. избухваща фаза. Първоначалните очаквания са за бавно развитие на избухването (около 30 – 45 дни до достигане на максимум), повишаване на блясъка около 16 пъти (което е аналогично на повишаване на звездната величина с около 3 пункта) и последващо бавно спадане до спокойно състояние. На 15 март 2013 г. блясъкът на системата надхвърля горната граница на характерните за тази звезда осцилации, което еднозначно означава старт на ново избухване. Звездата започва да става все по-ярка, но от 23 март неочаквано ходът на кривата се обръща и GK Persei започва да отслабва. Така само след около 15 дни (на 30 март) блясъкът се възстановява на първоначалното ниво и избухването на практика приключва .